# Jezierski Hrabia
Jezierski Hrabia – polski herb hrabiowski, nadany wraz z tytułem w Galicji.

## Opis herbu
Opis stworzony zgodnie z klasycznymi zasadami blazonowania:
W polu błękitnym nad zawiasą kotłową srebrną takiż miecz o rękojeści złotej. Na tarczy korona hrabiowska, nad którą hełm w koronie z klejnotem: noga zbrojna w bucie czarnym z ostrogą złotą. Labry: błękitne, podbite srebrem.

## Najwcześniejsze wzmianki
Nadany w Galicji 5 czerwca 1801 z tytułem hrabiowskim oraz predykatem hoch- und wohlgeboren (wysoko urodzony i wielmożny) Jackowi Jezierskiemu. Podstawą nadania tytułu była sprawowana godność kasztelana łukowskiego.

## Herbowni
Jedna rodzina herbownych:
graf von Jezierski.